# Gongylus gongylodes
La Mantis violín (Gongylus gongylodes) es una especie de mantis de la familia Empusidae.

## Distribución geográfica
Se encuentra en la India, Java, Birmania, Sri Lanka, y Tailandia.